# Association tunisienne de lutte contre les maladies sexuellement transmissibles et le sida
L'Association tunisienne de lutte contre les maladies sexuellement transmissibles et le sida (ATL MST SIDA) est une association tunisienne à but non lucratif. Fondée en 1990 à Sfax, elle est la première association de lutte active dans le pays contre le VIH/sida.

## Création
L’association ATL MST SIDA est fondée en 1990 à l’initiative d’un groupe de bénévoles, médecins universitaires relevant des quatre CHU de Sfax, Sousse, Monastir et Tunis. La volonté des fondateurs est de contribuer à la réponse nationale face à l’endémie du sida à travers la mobilisation de la société civile. L'association se forme en vue d’éduquer la population à l’importance d’adopter des comportements préventifs et d’aider les personnes atteintes du sida.
Le bureau national est basé à Sfax mais l’association a étendu son action et compte 17 sections réparties sur le territoire : Bizerte, Le Kef, Gabès, Gafsa, Jendouba, Kasserine, Kébili, Mahdia, Médenine, Nabeul, Sidi Bouzid, Sousse, Tataouine, Tozeur, Sfax et Tunis.

## Vision
Les objectifs de l'association sont de sensibiliser les populations aux risques, promouvoir les bonnes pratiques en matière de santé sexuelle et reproductive et lutter contre la discrimination à l’égard des personnes vivant avec le VIH. Grâce à sa proximité avec les populations sur le terrain, l'ATL MST SIDA est en lien direct avec les besoins des populations et a ainsi progressivement étendu son champ d’action et renforcé quatre axes d’intervention :
1. les bonnes pratiques en matière de santé sexuelle et reproductive ;
2. les migrations, en offrant un espace d’informations, de rencontres et de formations aux étrangers en Tunisie ;
3. l’insertion professionnelle des jeunes à travers un accompagnement personnalisé, des ateliers et des rencontres avec des professionnels ;
4. la cohésion sociale au sein de la population en développant des projets, notamment de lutte contre l'extrémisme violent.

## Président
Le président de l'ATL MST SIDA est le professeur Abdelmajid Zahaf. Originaire de Sfax, il est l'un des pionniers de la dermatologie en Tunisie et a reçu la médaille du mérite de l’Ordre des médecins de Tunisie (2008).

## Principes fondamentaux
L'ATL MST SIDA compte six grands principes fondamentaux qui sont au cœur de l'ensemble de son travail :
1. l’accès universel à l’information et au droit à la santé ;
2. une place importante accordée à la jeunesse ;
3. le respect du droit des personnes vivant avec le VIH ;
4. un travail communautaire ;
5. une réponse nationale ;
6. une approche interdisciplinaire.

## Sources
- « Professeur Ridha Kamoun, président de l’association tunisienne de lutte contre les maladies sexuellement transmissibles et le sida (ATL MST/SIDA) », sur sida-info-service.org, 25 septembre 2007 (consulté le 13 septembre 2017)
- « Tunisie : ATL MST Sida dénonce ; la lutte contre le sida à l’arrêt ! », sur tekiano.com, 30 juin 2016 (consulté le 13 septembre 2017)
- « Démarrage de l’action « Listen First » par ATL MST Sida visant la prévention de la consommation et de l’usage de drogues », sur rtci.tn, 26 juin 2016 (consulté le 13 septembre 2017)